# Брандис
Брандис (њем. Brandis) град је у њемачкој савезној држави Саксонија. Једно је од 41 општинског средишта округа Лајпциг. Према процјени из 2010. у граду је живјело 9.618 становника. Посједује регионалну шифру (AGS) 14729070.

## Географски и демографски подаци
Брандис се налази у савезној држави Саксонија у округу Лајпциг. Град се налази на надморској висини од 137 метара. Површина општине износи 34,8 km². У самом граду је, према процјени из 2010. године, живјело 9.618 становника. Просјечна густина становништва износи 276 становника/km².